# سون جونگ-ریون
سون جونگ-ریون (انگلیسی: Son Jeong-ryun؛ زادهٔ ۱۸ سپتامبر ۱۹۹۱) بازیکن فوتبال اهل کره جنوبی است.
از باشگاه‌هایی که در آن بازی کرده‌است می‌توان به باشگاه فوتبال آویسپا فوکوئوکا اشاره کرد.